# 小市場町
小市場町（こいちばちょう）は、愛知県名古屋市中区の地名。道路用地のみが残る。

## 地理
江戸時代、名古屋城下町に位置する町人町の1つであり、碁盤割のうち大津町筋の東に位置していた鍛治屋町筋の桜ノ町筋から袋町筋の2丁が当町であった。また明治初年に小市場町に併合された小塚町は、小市場町の南側に位置し、袋町筋から本重町筋の間を指した。

### 学区
- 高等学校 - 尾張学区
- 中学校 - 名古屋市立丸の内中学校
- 小学校 - 名古屋市立名城小学校[3][4]

### 人口
国勢調査による人口の推移
| 1950年（昭和25年） | 153人 |  |
| 1955年（昭和30年） | 204人 |  |
| 1960年（昭和35年） | 198人 |  |
| 1965年（昭和40年） | 163人 |  |

## 歴史

### 地名の由来
小市場町は清洲越しにより慶長19年、清須北市場が移転して成立した町であり、当時は北市場と称していたものが、いつしか表記が変わったものであるという。

### 沿革
- 1615年（元和元年） - 小塚町が清須から当地に移った（一説には元和4年）[5]。
- 明治4年 - 当町南側に接していた小塚町を併合[1]。
- 1878年（明治11年）12月20日 - 名古屋区成立に伴い、同区小市場町となる[6]。
- 1889年（明治22年）10月1日 - 名古屋市成立に伴い、同市小市場町となる[6]。
- 1908年（明治41年）4月1日 - 東区成立に伴い、同区小市場町となる[6]。
- 1912年（明治45年）
  - 3月 - 名古屋信託株式会社が設立される[7]。
  - 5月 - 興農株式会社（屎尿汲取掃除請負業）が設立される[8]。
- 1944年（昭和19年）2月11日 - 栄区成立に伴い、同区小市場町となる[6]。
- 1945年（昭和20年）11月3日 - 栄区廃止に伴い、中区小市場町となる[6]。
- 1966年（昭和41年）3月30日 - 一部が錦三丁目に編入される[6]。
- 1976年（昭和51年）1月18日 - 一部が栄三丁目に編入される[6]。『角川日本地名大辞典』および『なごやの町名』はこの時点で廃止されたとしている。

## 史蹟

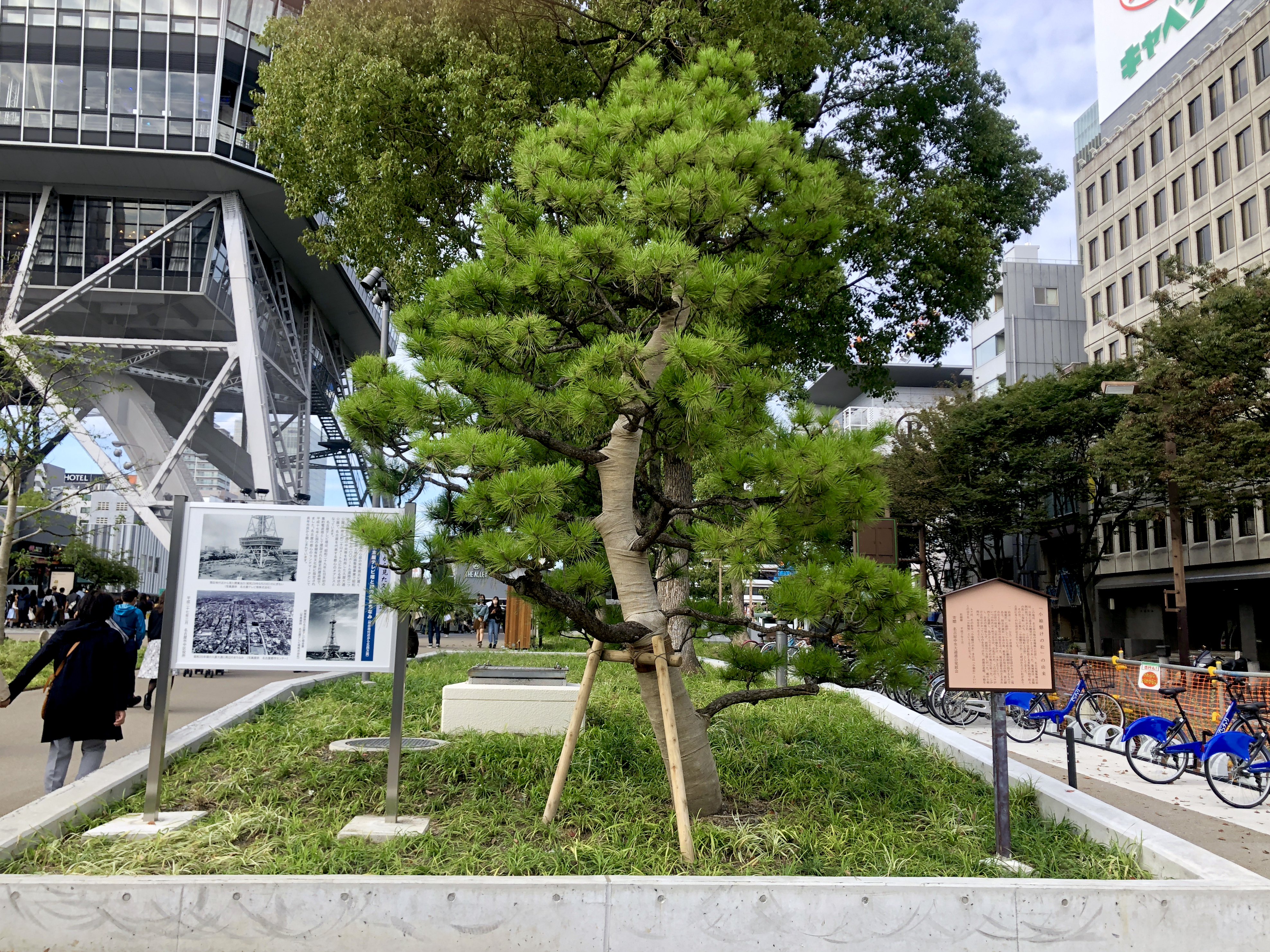
テレビ塔下に整備された「小袖懸けの松」（2020年10月）

- 大河内存真宅址（小市場町四丁目）[9]
- 小袖塚跡

小塚町の東側に所在したという。塚の近くには小袖松と称する木が植わっており、松についての由来が複数伝わっている。井戸田村に流された藤原師長が都に戻ることを嘆いた女が入水した際に小袖を掛けた松であるとするもの、師長の形見の小袖を彼女の故郷である前津小林に近い当地に埋めたとするもの（府城志および金鱗九十九之塵）、戦乱により行方知れずとなった長者の女の小袖がかかっていた松であるとするもの。ただし、尾張藩士阿部直輔は『阿部直輔備忘志』の中で、小塚町が清須越により移った地名であり、その名前の由来となった小袖塚も当然元々清須にあったはずであるとしている。小袖松は1794年（寛政6年）に枯死しており、その後改めて別の木が植えられている。

### WEB
1. ↑  総務省総合通信基盤局電気通信事業部電気通信技術システム課番号企画室 (2014年4月3日). “市外局番の一覧” (PDF).   総務省. p. 7. 2015年5月23日閲覧。
2. ↑  “管轄区域”.   愛知県自動車会議所. 2021年9月23日閲覧。
3. ↑  名古屋市役所市民経済局地域振興部住民課町名表示係 (2015年10月21日). “中区の町名一覧”.   名古屋市. 2016年1月29日閲覧。

### 書籍
1. 1 2 3  「角川日本地名大辞典」編纂委員会 1989, p. 530.
2. ↑  平凡社地方資料センター 1981, p. 156.
3. 1 2 3  名古屋市総務局企画室統計課 1957, p. 80.
4. 1 2 3  名古屋市総務局企画部統計課 1967, p. 73.
5. 1 2 3 4 5 6  平凡社地方資料センター 1981, p. 157.
6. 1 2 3 4 5 6 7  名古屋市計画局 1992, p. 781.
7. ↑  名古屋市会事務局 1961, p. 401.
8. ↑  名古屋市会事務局 1961, p. 405.
9. ↑  名古屋市文化財調査保存委員会 1954, p. 66.

### 統計資料
- 名古屋市総務局企画室統計課 編『昭和31年版 名古屋市統計年鑑』名古屋市、1957年。
- 名古屋市総務局企画部統計課 編『昭和41年版 名古屋市統計年鑑』名古屋市、1967年。